# Vladimír II. Mitrovský
Vladimír II. Mitrovský, plným jménem Vladimír Josef Maria Mitrovský z Mitrovic, (27. července 1864 Sokolnice – 21. ledna 1930 Baden) byl moravský šlechtic z rodu Mitrovských.

## Osobní život
První manželkou Vladimíra II. Mitrovského byla Alžběta, či též Eliška ze Salmu (plným jménem Elisabeth Gabriele Anna Franziska Caroline Marie Judith Salm-Reiffercheidt-Raitz), se kterou se oženil v roce 1885 ve Vídni. Ta však v roce 1888 při porodu dcery Alžběty (Elišky) zemřela, a ve věku jednoho měsíce zemřela i tato dcera.
Jeho druhou manželkou se stala Maria Pia Baworow-Baworowská, se kterou se oženil v roce 1895 rovněž ve Vídni. Spolu měli osm dětí.

## Biografie
Mezi lety 1903 a 1905 byl Vladimír II. Mitrovský akcionářem stavby železnice Tišnov – Žďár, plánovaná železniční zastávka pod hradem Pernštejn, který rod Mitrovských vlastnil, nicméně nebyla realizována.
Po zrušení šlechtictví v roce 1918 se stal z hraběte velkostatkářem. V roce 1919 pak na základě pozemkové reformy přišel o více než polovinu pozemků: z téměř 6000 hektarů, které rod vlastnil, zůstalo 2868 hektarů, zbytek byl zestátněn. Ve vlastnictví Mitrovských zůstal například hrad Pernštejn, zámek v Sokolnicích, cihelna v Černvíru, pily v Černovicích a Nedvědici a také dvůr v Dolní Rožínce, kam byla ze Sokolnic přesunuta správa velkostatku.
17. června 1928 se Vladimír II. Mitrovský na hradě Pernštejn osobně setkal s prezidentem T. G. Masarykem.

## Zajímavost
Vladimír II. Mitrovský byl vášnivým myslivcem a během svého života zastřelil více než 4000 kusů srnčí zvěře. Trofeje pak byly instalovány na zámcích v majetku rodu a na hradě Pernštejně.